# سليمة الزياني
سليمة الزياني بالأمازيغية ⵙⴰⵍⵉⵎⴰ ⵣⵉⵢⴰⵏⵉ وتشتهر سيليا "ⵙⵉⵍⵢⴰ "هي فنانة أمازيغية ريفية تغني التراث الشعبي  الأمازيغي الريفي . ولدت في حي أفزار بمدينة الحسيمة ونشأت هناك. انتقلت إلى مدينة إمزورن ولها أصولها هناك بقبيلة بقيوة. سليمة لها أخوان وأربع أخوات، وهي الأصغر.

## دراسة
التحقت بجامعة محمد الأول بوجدة وتخصصت في الدراسات الأمازيغية.

## موسيقى
تختص سيليا الزياني بغناء إزران وهي نوع من الأشعار النسائية التقليدية ذو شعبية في الريف.

## نشاط سياسي
كتب الصحفي علي جاوات في مقالة له في جريدة الأول أن سليمة قالت: «أحاول رغم الصعوبات وسط هذا المجتمع الذكوري أن أفرض نفسي، وحضوري في الحراك دائما، لكي تكون المرأة الريفية حاضرة.» اعتقلت بعد مظاهرة الحسيمة في حراك الريف وعمرها 23 سنة. أعلن ملك المغرب محمد السادس في خطابه خلال الذكرى 18 لبيعته الموفق 23 يوليو 2017 العفو الملكي لسليمة الزياني. تم الإفراج عنها يوم 29 يوليو 2017.